# 영종-강화 연도교
영종-강화 연도교 또는 서해남북평화도로는 인천광역시 영종도와 신도, 강화도를 이을 예정으로 계획 중인 교량이다. 2010년 5월 제5회 전국동시지방선거를 앞두고 기공식만 가진 후, 실제 공사는 이루어지지 않았다.
현재 인천 북도면과 영종도 간의 교통은 삼목 선착장에서 담당하고 있는데, 북도면 주민들은 영종도-신도 구간을 조속히 건설해 줄 것을 요구한바 있다.
이 사업은 비용 대비 편익(B/C)이 0.52에 불과해, 2012년 국토해양부로부터 '통일 대비 도로망 구상에는 공감하지만 막대한 재원이 필요한데 반해 경제성이 부족해 추진이 곤란한 것으로 보인다'는 부정적인 답변을 받았다. 다만, 개성공단까지 도로를 연결하면 B/C가 1.25로 나와 경제성이 있다는 의견도 있다. 인천광역시는 남북통일에 대비하여 이 교량을 '영종-강화-개성' 축과 '영종-강화-교동-해주' 축의 도로로 연결한다는 계획이다. 이러한 맥락에서 영종-강화 연도교는 서해남북평화도로로 언급된다.